# Marlow (Oklahoma)
Marlow é uma cidade localizada no estado norte-americano de Oklahoma, no Condado de Stephens.

## Demografia
Segundo o censo norte-americano de 2000, a sua população era de 4592 habitantes.
Em 2006, foi estimada uma população de 4566, um decréscimo de 26 (-0.6%).

## Geografia
De acordo com o United States Census Bureau tem uma área de
18,4 km², dos quais 18,4 km² cobertos por terra e 0,0 km² cobertos por água. Marlow localiza-se a aproximadamente 400 m acima do nível do mar.

## Localidades na vizinhança
O diagrama seguinte representa as localidades num raio de 24 km ao redor de Marlow.